# Amegarthria cervicalis
Amegarthria cervicalis är en fjärilsart som beskrevs av Dyar 1919. Amegarthria cervicalis ingår i släktet Amegarthria och familjen mott. Inga underarter finns listade i Catalogue of Life.